# Santuari de la Mare de Déu de la Salut (Barcelona)
L'ermita o santuari de la Mare de Déu de la Salut és una capella situada a la cruïlla dels carrers de la Mare de Déu de la Salut i de l'Escorial de Barcelona, al peu de la Muntanya Pelada, i que dona nom al barri de la Salut.

## Història
Fou erigida l'11 de maig de 1864, durant els brots de còlera a Barcelona, per iniciativa d'Antoni Maria Morera i Colom, al costat de la seva residència d'estiueig, Can Morera, per decret d'erecció del bisbe de Barcelona, Pantaleó Montserrat i Navarro. Morera comprà la imatge de la Mare de Déu a un veí de Barcelona, d'autoria desconeguda, probablement esculpida a principis del segle xix. Durant la construcció de la capella va brollar una font potable d'aigües ferruginoses, en extreure una pedra propera a la finca. La font, ja desapareguda, s'anomenà Font de la Salut i s'obrí al públic. Els Barcelonins van començar a pujar amb els seus carros per beure les aigües i també per pregar a la Mare de Déu, i es van anar construint al seu voltant torres d'estiueig de la burgesia barcelonina, originant el barri de la Salut. L'advocació de la Mare de Déu de la Salut la va instaurar el mateix Morera, que també n'escrigué els goigs. Al maig de 1864 s'hi celebrà la primera missa. La festa major és el dia 8 de setembre. A més de les celebracions religioses, s'hi feien balls, representacions teatrals, concursos, cercaviles, etc.
La capella va ser cremada el juliol de 1936, durant la Guerra Civil espanyola. El 8 de setembre de 1939 es reprengué la festa amb el temple esfondrat. La restauració s'inicià el 1945, essent beneïda novament el 16 de juliol de 1945. El 20 de maig de 1951 es va col·locar una nova campana i es van instal·lar pintures decoratives de Carles Llobet i Raurich, inaugurades el Nadal de 1960. La imatge de la Mare de Déu va ser substituïda per una nova dissenyada per Francesc Socies i March.

## Descripció
El temple, d'11 m de llarg per 5 m d'ample, és d’una sola nau, amb volta de mig punt i campanar d'espadanya. La façana és llisa, tret d'una simple rosassa i un portal neogòtic.